# Scuba diving

Scufundător de plăcere, utilizând un aparat de scufundare scuba

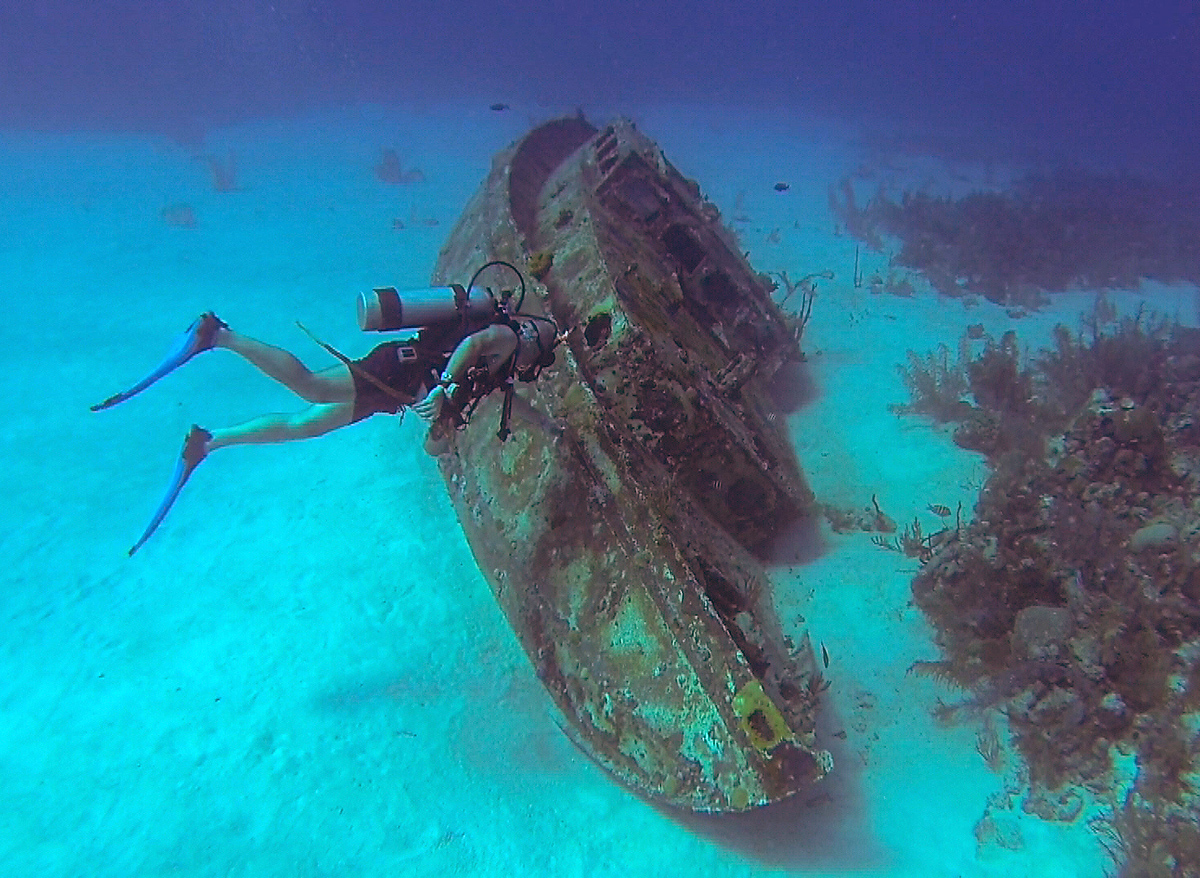
Scufundător utilizând un aparat de scufundare scuba explorând un vas naufragiat din Marea Caraibilor.

Scuba diving este o modalitate de înot subacvatic, în care scufundătorul utilizează un aparat autonom de scufundare numit în engleză scuba set, de la acronimul SCUBA ori scuba, provenit din simplificarea extremă a expresiei self-contained underwater breathing apparatus, aparat care îi permite scufundătorului să fie independent de sursa de aer obișnuită (atmosfera) și să respire sub apă, pe durata scufundării și în limita volumului de aer conținut în butelia pe care acesta o ține în spate.
Scufundătorii poartă propria sursă de amestec de gaze folosit la respirație, de obicei aer comprimat;  permițându-le o mai mare independență și libertate de mișcare decât cea a scafandrilor alimentați cu aer furnizat de la suprafață și mai multă rezistență subacvatică decât cea din scufundările libere. Deși utilizarea aerului comprimat este obișnuită, un nou amestec numit aer îmbogățit (Nitrox) a câștigat popularitate datorită beneficiilor sale, din cauza aportului scăzut de azot în timpul scufundărilor repetate. 
Echipamentul de scufundare a fost inventat de Jacques-Yves Cousteau și Emile Gagnan în anul 1943. 

## Diverse recorduri
Actualul record de adâncime, cu un echipament de scuba diving, datează din 2014 și aparține egipteanului Ahmed Gabr, care a atins adâncimea de 332,35 metri în Marea Roșie.
Recordul pentru penetrarea cea mai adâncă a unei peșteri submarine este deținut de doi americani, Jon Bernot și Charlie Roberson din Gainesville, Florida, care au înotat o distanță de circa 8.210 m într-o peșteră submarină.
Jarrod Jablonski și Casey McKinlay au completat o traversare subacvatică între punctele Turner Sink și Wakulla Springs , pe data de 15 decembrie 2007, acoperind 11 km în circa 7 ore, urmate de 14 ore de decompresare

## A se vedea și
- Aqualung, un anumit tip de aparat respiratoriu
- Branhii artificiale (oameni)
- Sea Hunt, serial de aventuri subacvatice de televiziune